# 대한민국 민법 제201조
대한민국 민법 제201조는 점유자와 과실에 대한 민법 물권법 점유권 조문이다. 점유자의 선의는 추정되나 점유자에게 점유할 권원이 없다는 것이 증명된 경우 점유자가 오신할 만한 근거를 증명한 경우에 한하여 선의의 추정을 인정한다. 선의 점유자의 과실보유를 규정한 본 조 1항이 쌍무계약의 무효에 따른 과실반환관계에 대해서도 그대로 적용되어야 한는 주장이 있다.

## 조문
민법 제201조(점유자와 과실)
①선의의 점유자는 점유물의 과실을 취득한다.

②악의의 점유자는 수취한 과실을 반환하여야 하며 소비하였거나 과실로 인하여 훼손 또는 수취하지 못한 경우에는 그 과실의 대가를 보상하여야 한다.

③전항의 규정은 폭력 또는 은비에 의한 점유자에 준용한다.

第201條(占有者와 果實) ① 善意의 占有者는 占有物의 果實을 取得한다.

②惡意의 占有者는 收取한 果實을 返還하여야 하며 消費하였거나 過失로 因하여 毁損 또는 收取하지 못한 境遇에는 그 果實의 代價를 補償하여야 한다.

③前項의 規定은 暴力 또는 隱秘에 依한 占有者에 準用한다.

## 사례
피고는 아무런 권원 없이 원고 소유 토지의 상공에 송전선을 설치하여 소유함으로써 원고 소유 토지의 일정 면적에 해당하는 부분을 사용.수익해 왔는데 원고는 피고를 상대로 구분지상권에 상응하는 임료 상당액의 부당이득금의 반환 및 점유일 이후 소장부본 송달일까지의 법정이자 및 그 이자에 대한 지연손해금을 구하는 소송을 제기하였고 대법원은 원고를 제201조 제1항의 선의 점유자로 과실수취권을 인정하여 원고가 승소하였다.

## 판례
- 남의 땅에 권한없이 경작 재배한 농작물의 소유권은 그 경작자에 있다.[4]
- 선의의 점유자가 악의의 점유자로 변하지 아니하고 선의의 점유자로 남아있는 동안에는 비록 그 과실수취가 법률상 원인없이 이루어지고 이로 말미암아 타인에게 손해를 입혔다고 할지라도 그 과실취득으로 인한 이득을 그 타인에게 반환할 의무가 없다.[5]
- 민법 제201조 제1항에 의하여 과실취득권이 있는 선의의 점유자란 과실취득권을 포함하는 권원(소유권, 지상권, 임차권 등)이 있다고 오신한 점유자를 말하고, 그와 같은 오신을 함에는 오신할 만한 근거가 있어야 한다.[6]
- 보상 관련 법규가 존재한다는 사실만으로 구체적인 개개의 송전선 설치 당시 적정한 보상이 이루어졌다고 볼 수 없고, 또한 토지 소유자들이 이의를 제기하지 않았다는 사정은 점유자가 그 토지를 사용할 권원이 있다고 오신한 데 정당한 근거가 될 수 없다.[7]
- 타인 소유물을 권원 없이 점유함으로써 얻은 사용이익을 반환하는 경우 민법은 선의 점유자를 보호하기 위하여 제201조 제1항을 두어 선의 점유자에게 과실수취권을 인정함에 대하여, 이러한 보호의 필요성이 없는 악의 점유자에 관하여는 민법 제201조 제2항을 두어 과실수취권이 인정되지 않는다는 취지를 규정하는 것으로 해석되는바, 따라서 악의 수익자가 반환하여야 할 범위는 민법 제748조 제2항에 따라 정하여지는 결과 그는 받은 이익에 이자를 붙여 반환하여야 하며, 위 이자의 이행지체로 인한 지연손해금도 지급하여야 한다.[8]
- 토지를 사용함으로써 얻는 이득은 그 토지로 인한 과실과 동시할 것이므로, 민법 제201조 제1항에 의하여 선의의 점유자는 비록 법률상 원인 없이 타인의 토지를 점유·사용하고 이로 말미암아 그에게 손해를 입혔다 하더라도 그 점유·사용으로 인한 이득을 그 타인에게 반환할 의무는 없다[9].

## 참고문헌
- 이동형. "민법 제201조 제1항의 ‘善意’에 관한 고찰." 저스티스 -.142 (2014): 5-40.
- 김상중. "쌍무계약의 무효·취소에 따른 과실·사용이익의 반환 -민법 제201조와 제748조의 관계에 대한 판례법리의 재조명-." 민사법학 37.- (2007): 147-185.
- 현병철. "민법 제201조와 제741조의 적용상 문제." 성균관법학 5.1 (1994): 183-207.
- 백태승. "김상용 교수 정년 기념 민법 제201조~제203조 점유자,회복자 관계와 부당이득반환청구권과의 관계." 법학연구 25.1 (2015): 29-66.
- 정귀호. "선의의 점유자의 과실취득과 부당이득 반환 - 민사(대법원 1978.5.23 제4부 판결 77다 2169 - 참조조문 : 민법 제197조, 제201조)." 사법행정 20.4 (1979): 52-54.
- 김상용. (2005). 不當利得으로서의 果實의 返還範圍에 관한 民法 第201條와 第748條와의 關係. 민사판례연구,(27), 409-435.
- 양형우. (2000, 4). 분야별 논점강좌민법-민법 제201조에 의한 점유자의 과실취득권과 반환의무. 고시연구, 27(4), 55-72.
- 박세민. (2008). 민법 제201조의 해석론. 중앙법학, 10(1), 157-188.

## 같이 보기
- 선의
- 부당이득
- 과실수취권
- 대한민국 민법 제197조 (점유의 태양)
- 대한민국 민법 제741조 (부당이득의 내용)
- 대한민국 민법 제748조 (수익자의 반환범위)
- 대한민국 민법 제202조 (점유자의 회복자에 대한 책임)
- 대한민국 민법 제203조 (점유자의 상환청구권)